# Lakehills
Lakehills is een plaats (census-designated place) in de Amerikaanse staat Texas, en valt bestuurlijk gezien onder Bandera County.

## Demografie
Bij de volkstelling in 2000 werd het aantal inwoners vastgesteld op 4668.

## Geografie
Volgens het United States Census Bureau beslaat de plaats een oppervlakte van
89,1 km², waarvan 78,5 km² land en 10,6 km² water.

## Plaatsen in de nabije omgeving
De onderstaande figuur toont nabijgelegen plaatsen in een straal van 32 km rond Lakehills.